# جنگل‌های جنب‌حاره‌ای مثلث شمالی
جنگل‌های جنب‌حاره‌ای مثلث شمالی یک بوم‌ناحیه (شناسه WWF: IM0140) است که مناطق دورافتاده و کوهستانی در شمال دور میانمار را پوشش می‌دهد. به دلیل دورافتاده بودن این مناطق، از نظر انسانی نسبتاً دست نخورده و ناشناخته است. بیش از ۹۵٪ از بوم‌ناحیه با جنگل‌های همیشه‌سبز بسته پوشیده شده است و این جنگل‌ها در بلوک‌های بزرگ به هم پیوسته وجود دارند که از نظر حفاظت، اهیمت زیادی دارد. در اواخر دهه ۱۹۹۰، ۱۴۰ گونه پستاندار در منطقه شناخته شده بود و گونه‌های جدیدی مانند گوزن فریادکش برگی در سال ۱۹۹۷ کشف شد و پژوهشگران هنوز در حال یافتن گونه‌های جدید هستند.